# Joey Gilbert
Joseph Salvatore Gilbert (ur. 5 czerwca 1976 w Chicago) – amerykański bokser, z zawodu prawnik.
Urodził się w Chicago. Joe wyprowadził się na zachód w młodym wieku. Syn pielęgniarki i lekarza militarnego, który służył w Afganistanie. Jego siostra jest jego specjalistką od żywienia i pracuje jako jeden z jego trenerów. Joey zaczął boksować, od kiedy był na uniwersytecie. Studiował literaturę, politykę i włoski na University of Nevada, Reno. Joe miał iść do wojska, kiedy stał się zawodowym bokserem.
Joey Gilbert zaczął boksować jako amator na University of Nevada, Reno. Wygrał 3 razy z rzędu NCAA mistrzostwa boksu, Nevada State Golden Gloves Super Middleweight Champion i 4-krotnie mistrzostwo Ameryki.
Wziął udział w pierwszej edycji reality show "The Contender", występując w drużynie zachodu. Wyeliminował Jimmy'ego Langa. W półfinale zmierzył się z Peterem Manfredo. Prawdopodobnie wygrałby tę walkę, gdyby nie zderzenie głowami Joeya i Petera. Rana była tak głęboka, że lekarz kazał przerwać walkę. Sędziowie niejednogłośnie zadecydowali, że wygrywa Manfredo, a Joey został przewieziony do szpitala ze złamanym żebrem i pękniętym łukiem brwiowym.